# ألوليم
ألوليم هو أول ملك سومري لمدينة إريدو حسب الأساطير السومرية، حيث يقال بأن إنكي إله سومر أمره ببناء مدينة إريدو. وتقول الأسطورة السومرية بأن أصوله تعود إلى الجنة وحكم لمدة 28,800 سنة، وحسب ما يقول البروفيسور ويليام فولغانغ هالو بأن اسمه معناه «نصف رجل ونصف سمكة». ذُكِر في أسطورة السومرية أبكالو وفي الأسطورة البابلية أدبا بأنه فقد الخلود، وهناك من يعتقد أن ألوليم هو آدم المذكور في الكتاب المقدس والقرآن.